# Ida von Lothringen
Ida von Lothringen, auch Ida von Boulogne (* um 1040 in Bouillon; † 13. April 1113), war die Mutter des Gottfried von Bouillon, des ersten Regenten im Königreich Jerusalem. Sie wird als Heilige verehrt.

## Leben
Ida von Lothringen war die Tochter von Gottfried III. dem Bärtigen aus der Familie der Wigeriche und die zweite Ehefrau von Eustach II. von Boulogne.
Als Witwe verschenkte sie ihren Besitz an diverse Klöster (das Kloster St-Vulmer in Boulogne, die Benediktinerabtei St. Vaast in Arras, La Capelle, für letzteres ließ sie Reliquien der Maria aus Spanien holen).
Sie stand in Briefwechsel mit Anselm von Canterbury und Hugo von Cluny und reformierte die Klöster im Sinne der Reformen von Cluny.
Ida von Lothringen wurde im Kloster St. Vaast in Arras beigesetzt, 1808 wurden ihre Reliquien nach Bayeux gebracht.
In der katholischen Kirche wird sie als Heilige verehrt, ihr Gedenktag ist der 13. April.

## Nachkommen
Sie war die Mutter von
- Eustach III. († 1125), Graf von Boulogne ⚭ Maria von Schottland, Tochter des Königs Malcolm III.
- Balduin I. (* 1058; † 1118), Graf von Verdun, Graf von Edessa 1098, König von Jerusalem 1100

1. ⚭ Godevere (Godhild) von Tosni († 1097)
2. ⚭ Orianta, Tochter des armenischen Fürsten Taphnuz
3. ⚭ 1113 Adelheid von Savona (* 1072; † 1118)

- Gottfried von Bouillon (* 1061; † 1100), Herzog von Niederlothringen 1089, erster Regent des Königreichs Jerusalem 1099
- Ida

1. ⚭ Hermann I. Graf von Malsen-Cuyk († um 1080)
2. ⚭ Kuno Graf von Montaigu, Seigneur de Rochefort